# Piptanthus concolor
Piptanthus concolor är en ärtväxtart som beskrevs av William Grant Craib. Piptanthus concolor ingår i släktet Piptanthus och familjen ärtväxter. Inga underarter finns listade i Catalogue of Life.